# Año Internacional del Turismo Sostenible para el Desarrollo
2017 fue proclamado Año Internacional del Turismo Sostenible para el Desarrollo  por la Asamblea General de las Naciones Unidas mediante la resolución 70/193, aprobada el 22 de diciembre de 2015 durante su septuagésimo período de sesiones. La iniciativa fue impulsada por la Organización Mundial del Turismo (OMT) con el objetivo de resaltar el papel del turismo sostenible como motor del desarrollo, especialmente en los países en desarrollo, y su contribución a la erradicación de la pobreza, la protección del medio ambiente y el empoderamiento económico de mujeres y jóvenes. La proclamación se basó en la importancia reconocida del turismo bien gestionado como factor clave en las tres dimensiones del desarrollo sostenible: económica, social y ambiental, en línea con la Agenda 2030 y los Objetivos de Desarrollo Sostenible (ODS).

## Actividades y alcance
Durante el año, la OMT, en colaboración con gobiernos, organizaciones del sistema de Naciones Unidas, entidades internacionales y regionales, coordinó numerosas iniciativas y programas dirigidos a promover prácticas turísticas sostenibles. Se desarrollaron proyectos de capacitación, campañas de sensibilización y foros internacionales que subrayaron la necesidad de integrar la sostenibilidad en el turismo. Se alentó a los Estados miembros a implementar medidas que fomentaran el ecoturismo, preservaran la biodiversidad y generaran empleo digno, especialmente en comunidades vulnerables. La financiación de estas actividades se basó en contribuciones voluntarias de diversas fuentes, incluidas entidades privadas, sin afectar los presupuestos regulares de las Naciones Unidas. La OMT presentó un informe detallado sobre el impacto de este Año Internacional durante el septuagésimo tercer período de sesiones de la Asamblea General, evaluando los avances y desafíos en la promoción del turismo sostenible como herramienta de desarrollo global.